# Івчанська сільська рада
УВАГА! Ця інформація вже не є актуальною, а збережена на порталі радше для історії.
Нагадаємо, 12 червня 2020 року Кабінет Міністрів України прийняв 24 розпорядження щодо визначення адміністративних центрів та затвердження територій громад областей. В результаті в країні було створено 1469 територіальних громад (в т.ч. 31 тергромада на непідконтрольній території в межах Донецької та Луганської областей).Актуальний перелік громад та основна інформація про них є ТУТ [Архівовано 28 липня 2021 у Wayback Machine.] 
| Івчанська сільська рада — колишній орган місцевого самоврядування у Літинському районі Вінницької області з адміністративним центром у с. Івча. Сільській раді були підпорядковані населені пункти: - с. Івча - с. Трибухи |

## Склад ради
Рада складалася з 16 депутатів та голови.

## Керівний склад сільської ради
| ПІБ                         | Основні відомості                                                 | Дата обрання | Дата звільнення |
| --------------------------- | ----------------------------------------------------------------- | ------------ | --------------- |
| Кащенко Валентина Дмитрівна | Сільський голова, 1971 року народження, освіта                    | 26.03.2006   | 31.10.2010      |
| Кащенко Валентина Дмитрівна | Сільський голова, 1971 року народження, освіта вища, позапартійна | 31.10.2010   |                 |

Примітка: таблиця складена за даними джерела